# Italeri

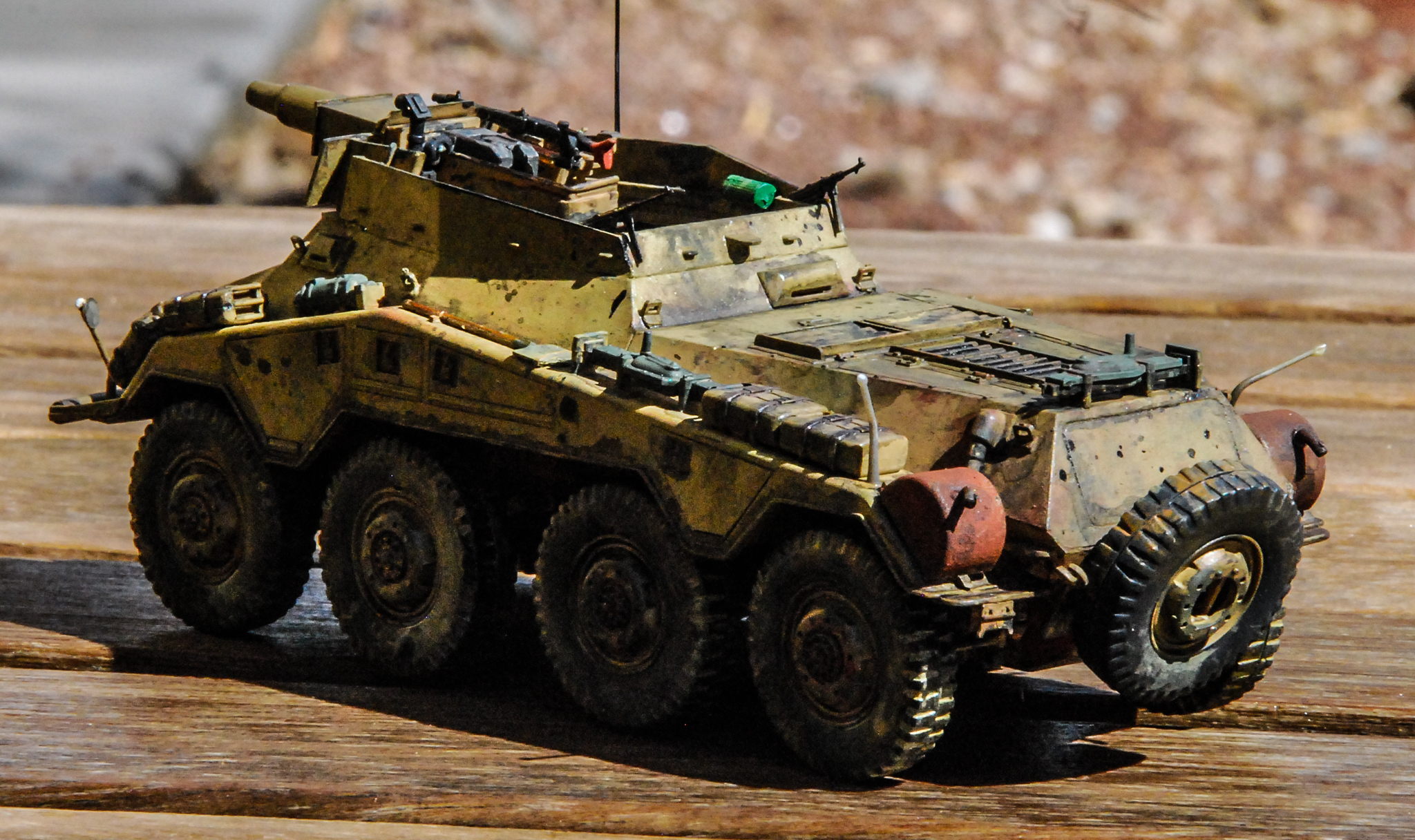
Italeri Sd.Kfz. 234 1:35 Modell.

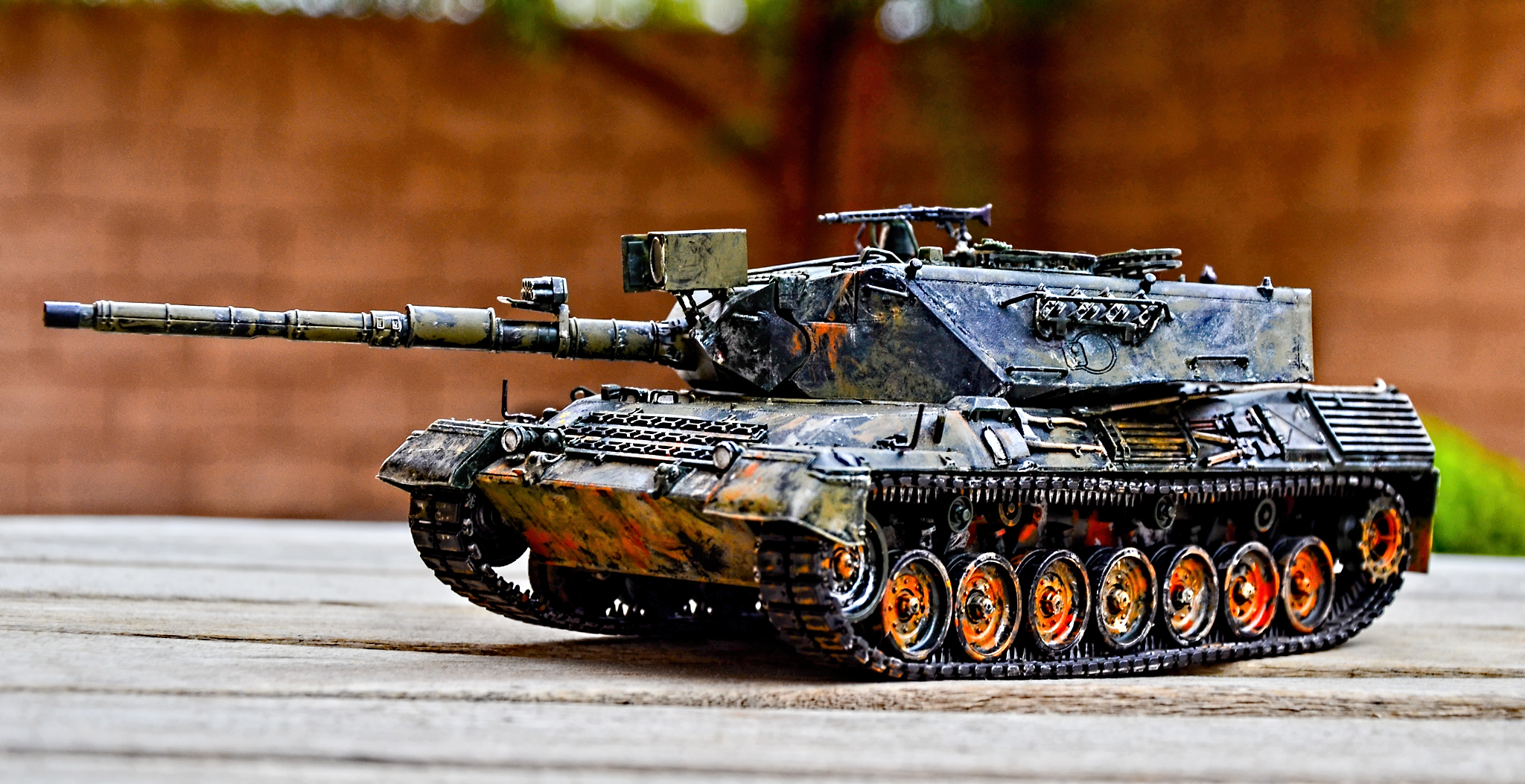
Italeri Leopard 1 A4 1:35 Modell.

Italeri ist einer der bekanntesten Hersteller für Plastikmodellbausätze und in Calderara di Reno bei Bologna (Italien) ansässig.

## Geschichte
Die Firma wurde Anfang der 1960er Jahre gegründet. Da zwei Freunden die damals im Handel erhältlichen Bausätze nicht gut genug waren, beschlossen sie, selbstständig Bausätze zu entwickeln und zu produzieren. Heute hat Italeri ein umfangreiches Programm, das alle gängigen Maßstäbe im Plastikmodellbau abdeckt.

## Produktpalette

### Modellbausätze
Italeri produziert heute Modelle in folgenden Kategorien, wobei die beigefügten Zahlen jeweils den Maßstab, also das Verhältnis von Original zu Modell darstellen:
- Flugzeuge in 1:72, 1:48, 1:32
- Flugzeug-Cockpits in 1:12
- Helikopter in 1:72, 1:48
- Schlachtsets in 1:72
- Militärfahrzeuge in 1:72, 1:35, 1:9
- Militärhelikopter in 1:35
- Militärfiguren in 1:35, 1:72
- Schiffe in 1:720, 1:35
- Trucks & Trailer in 1:24
- Autos in 1:24, 1:12
- Motorräder in 1:6, 1:9

Wie bei anderen Firmen auch, findet bei Italeri ein reger Formentausch mit anderen Firmen statt; dies  sind vor allem: Revell, Zvezda, Dragon, Testors, Tamiya, Accurate Miniatures und andere. Durch diesen Formentausch gelangen z. T. auch Modelle in den Handel, die zu niedrigeren Preisen verkauft werden.

### Farben und Zubehör
Weiterhin stellt Italeri Enamel-Farben und Acrylfarben zum Bemalen und Lackieren der Modelle her. Einige Bausätze entwickelt und vertreibt Italeri zusammen mit Revell, Zvezda oder anderen Firmen in Kooperation.